# Cheltenham and Great Western Union Railway
Die Cheltenham and Great Western Union Railway war eine britische Eisenbahngesellschaft in Swindon und Gloucestershire in Südwest-England.
Die Gesellschaft wurde am 21. Juni 1836 gegründet. Der erste Abschnitt von Swindon nach Kemble und nach Cirencester wurde am 31. Mai 1841 eröffnet. Die Strecke von Kemble bis Gloucester wurde am 12. Mai 1845 eröffnet. Der Abschnitt von der Siedlung Standish nach Gloucester wurde gemeinsam mit Bristol and Gloucester Railway genutzt.  1872 wurde die in der Breitspur von 2140 mm gebaute Strecke auf Normalspur umgebaut.
Die 68 Kilometer lange Strecke wurde ab der Eröffnung an die Great Western Railway verpachtet wurde. Am 10. Mai 1844 übernahm die Great Western Railway die Gesellschaft.